# Ельвін Бекірі
Ельвін Бечірі (алб. Elvin Beqiri, нар. 27 вересня 1980, Шкодер) — колишній албанський футболіст, захисник, фланговий півзахисник.

## Клубна кар'єра
У дорослому футболі дебютував у 1999 році виступами за команду клубу «Влазнія», в якій провів чотири сезони, взявши участь у 83 матчах чемпіонату. Більшість часу, проведеного у складі «Влазнії», був основним гравцем команди.
Згодом з 2003 до 2005 року грав у складі команд клубів «Металург» (Донецьк) та «Аланія».
Своєю грою за останню команду привернув увагу представників тренерського штабу клубу «Маккабі» (Тель-Авів), до складу якого приєднався у 2005 році. Відіграв за тель-авівську команду наступні один сезон своєї ігрової кар'єри.
Протягом 2006–2010 років захищав кольори клубів «Металург» (Донецьк) та «Влазнія».
До складу азербайджанського «Хазар-Ленкорань» приєднався у 2010 році. За два сезони відіграв за команду з Ленкорані 60 матчів у національному чемпіонаті.
2012 року повернувся на батьківщину, утретє ставши гравцем клубу «Влазнія», за який провів ще три сезони, після чого у 2015 році оголосив про завершення професійної ігрової кар'єри.

## Виступи за збірну
У 2001 році дебютував в офіційних матчах у складі національної збірної Албанії. До припинення викликів до головної команди країни у 2009 році прові за неї 47 матчів.

## Титули і досягнення
- Чемпіон Албанії (1):

«Влазнія»: 2000-01
- Володар Кубка Албанії (1):

«Влазнія»: 2007-08
- Володар Суперкубка Албанії (1):

«Влазнія»: 2001
- Володар Кубка Азербайджану (1):

«Хазар-Ланкаран»: 2010-11